# Monumento a Alejandro VII
El Monumento a Alejandro VII es un grupo escultórico en mármol realizado por el famoso escultor Gian Lorenzo Bernini, concebido como monumento funerario en honor al papa Alejandro VII, que se encuentra en la Basílica de San Pedro, en la Ciudad del Vaticano. 

## Historia
Este ambicioso proyecto fue encargado por el mecenas Fabio Chigi, cinco meses después de haber sido consagrado como obispo de Roma, el 7 de abril de 1655, con el nombre de Alejandro VII. Este encargo fue una de las obras más importantes que planificó el papa durante su corto mandato, ya que diez años después de haberse convertido en papa, murió de una litiasis renal, enfermedad que padeció ya desde hace varios años.

## Descripción
Un dato que hay que acoger con gran importancia es la forma del monumento, la estructura es piramidal, algo muy representativo del barroco.
A los lados podemos observar cuatro estatuas femeninas, estas son las cuatro virtudes, que representan la caridad, la prudencia, la verdad y la justicia. La caridad se sitúa en la izquierda, esta misma lleva un bebé en sus brazos, también la mujer lleva un pecho al descubierto, que es tapado por una elegante tela (las cuales Bernini podía tallar a la perfección). La prudencia se esconde detrás de la caridad, esto refleja el sentimiento de la prudencia con gran totalidad. A la derecha nos encontramos cara a cara con la verdad, que se apoya con un pie sobre una bola del mundo, concepto de la verdad absoluta. Y al fondo vemos a la justicia, equipada con un casco.
Por último, y no menos importante, vemos un esqueleto metalizado por completo, este representa la misma muerte. En sus manos levante un reloj de arena, símbolo del paso del tiempo y de que la muerte siempre llega, sea como sea.
Para culminar esta maravillosa obra de arte, una estatua del papa sin los principales atributos eclesiásticos rezando nos muestra un rostro lleno de miedo, no por morir, si no por la posibilidad de ir al Infierno, algo que lo asusta realmente.